# Sozialistische Arbeiterpartei Iran
Die Sozialistische Arbeiterpartei Iran (persisch حزب کارگران سوسیالیست ایران Hesb Kargaran Sozialist – HKS, kurz SAI) war eine trotzkistische Partei, die nach der Revolution 1979 im Iran unter diesem Namen tätig war.

## Vorgeschichte
Im Januar 1979 vereinigten sich zwei trotzkistische Gruppen zur SAI. Das waren zum einen eine Gruppe aus Europa und zum anderen eine Gruppe namens Satar aus den USA. Die Mitglieder der europäischen Gruppe waren iranische Studenten, die in England, Frankreich und einigen anderen europäischen Ländern lebten. Sie waren von der Kubanischen Revolution, dem Vietnamkrieg sowie der radikalen Jugend- und Studentenbewegung beeinflusst und politisiert. Sie waren im CISNO, der Konföderation iranischer Studenten in Europa, aktiv gegen das Schahregime. Im Gegensatz zu den in jenen Jahren vorherrschenden Strömungen des Stalinismus, Maoismus und Chruschtschowismus waren sie vom Trotzkismus beeinflusst. Ihre theoretischen Wurzeln sahen sie in den ersten vier Kongressen der Kommunistischen Internationale, der Position Leo Trotzkis und der Linken Opposition der KPD (Bolschewiki-Leninisten) (1929–1933) und Trotzkis Übergangsprogramm für die Theorie der permanenten Revolution. Diese sollten als Grundlage für den Aufbau einer revolutionären proletarischen Partei im Iran dienen. Die Gruppe verstand sich als internationalistisch und trat dem Vereinigten Sekretariat der Vierten Internationale bei. Alle iranischen Mitglieder waren dort, wo sie lebten, in den jeweiligen Sektionen organisiert. In der Zeit zwischen 1974 und 1981 hat die Gruppe die Theoriezeitschrift Kand-o Kav (Analyse) in London und Teheran herausgebracht.
In denselben Jahren, als sich die Gruppe in Europa bildete, ist eine andere Gruppe iranischer Studenten in den USA, beeinflusst von der amerikanischen SWP (Socialist Workers Party), die zu dieser Zeit die offizielle US-Sektion im Vereinigten Sekretariat war, zum Trotzkismus gekommen. Diese Leute gründeten in den USA einen Verein namens SATAR und organisierten sich rund um eine Zeitschrift namens Payam Danech Joo (Studentenapell). Kurz vor der iranischen Revolution verlagerten beide Gruppen ihre Aktivitäten in den Iran. Mit ihrem Vereinigungskongress in Teheran gaben sie die Gründung der SAI bekannt und gaben dann die Zeitschrift Karegar (Arbeiter) heraus.

## Nach der Revolution von 1979
Die Parteiaktivitäten konzentrierten sich auf die Verteidigung der demokratischen Rechte von Frauen, Homosexuellen, Arbeiter- wie Arbeitslosenbewegung sowie die Verteidigung von nationalen Minderheiten, insbesondere der arabischen Minderheit in Chuzestan im Südiran. Gerade letztere Aktivität fand in der Öffentlichkeit dieser Region massenhafte Aufmerksamkeit – sehr zum Ärger der mittlerweile in Teheran herrschenden Mullahs wie auch der islamischen Liberalen. Die Parteiaktivisten in Chuzestan, vor allem auch in Ahvaz, hatten ständig unter Angriffen durch Hisbollah- und Basidjimilizen zu leiden. Schließlich konnte das Mullah-Regime 15 Aktivisten der SAI in Ahvaz festnehmen und die Todesstrafe gegen sie verhängen. Durch eine von der SAI initiierte Massenkampagne und aufgrund von internationalem Druck sah sich das Regime in Teheran gezwungen, die 15 Gefangenen wieder freizulassen. Auch in anderen Städten hatten die Verkäufer der Zeitschrift Karegar unter den Angriffen durch die islamistischen Milizen zu leiden.
Unter der alltäglichen Repression gegen die Mitglieder der Partei wuchs verstärkt eine opportunistische Tendenz heran, die es vorzog mit dem Khomeini-Regime zu kollaborieren. Diese rechte Linie wurde von der Gruppe SATAR vertreten. Nach sechs Monaten Auseinandersetzungen spaltete sich schließlich SATAR von der SAI ab und gründete nach einigen Monaten eine neue Partei namens Revolutionäre Arbeiterpartei. Noch davor stellte diese Gruppe die gemeinsame Zeitung Karegar ein und der leitende Redakteur holte nach ein paar Monaten beim islamischen Regime eine offizielle Erlaubnis ein, die Zeitung nun mit dessen Genehmigung neu erscheinen zu lassen, und so stellte sich die Zeitung nun in ihrer zweiten Periode in den Dienst der islamischen Konterrevolution. Nach ein paar Jahren der Kollaboration mit dem islamischen Regime löste sich die Revolutionäre Arbeiterpartei schließlich auf.

## Spaltung
Tendenz den Namen SAI für sich bei und nahm unter sehr schwierigen Bedingungen im Untergrund die Herausgabe von vier Zeitungen in Angriff: die erste hieß Chebayat Khard (Was Tun?), die zweite Kargar (Arbeiter), die dritte Kargar Socialist (Arbeitersozialist) und die vierte Nazam Kargar (Arbeiterordnung). Daneben wurde ein Verlag namens Entecharat Talliye (Vorhut Verlag) gegründet, um Übersetzungen marxistischer Literatur sowie Recherchen zu veröffentlichen.
Zwischen 1982 und 1984 kam es zur Zusammenarbeit der SAI mit der Revolutionären Sozialistischen Tendenz (RST) innerhalb der iranischen Guerillabewegung Organisation der Fedajin (Volksfedayin Minderheit). Nach einer Phase illegaler Arbeit und zahlreicher Aktionen durch die RST, gelang es dem islamischen Regime durch blutige Repression diese Tendenz und die SAI auszurotten. Die wenigen Überlebenden sammelten sich zwischen 1984 und 1991 in Frankreich, England und Deutschland und gaben die Zeitschrift Sozialism va Englab (Sozialismus und Revolution) heraus.